# Eibwang
Eibwang ist eine Einöde des Marktes Kinding im Anlautertal, im oberbayerischen Landkreis Eichstätt (Bayern).

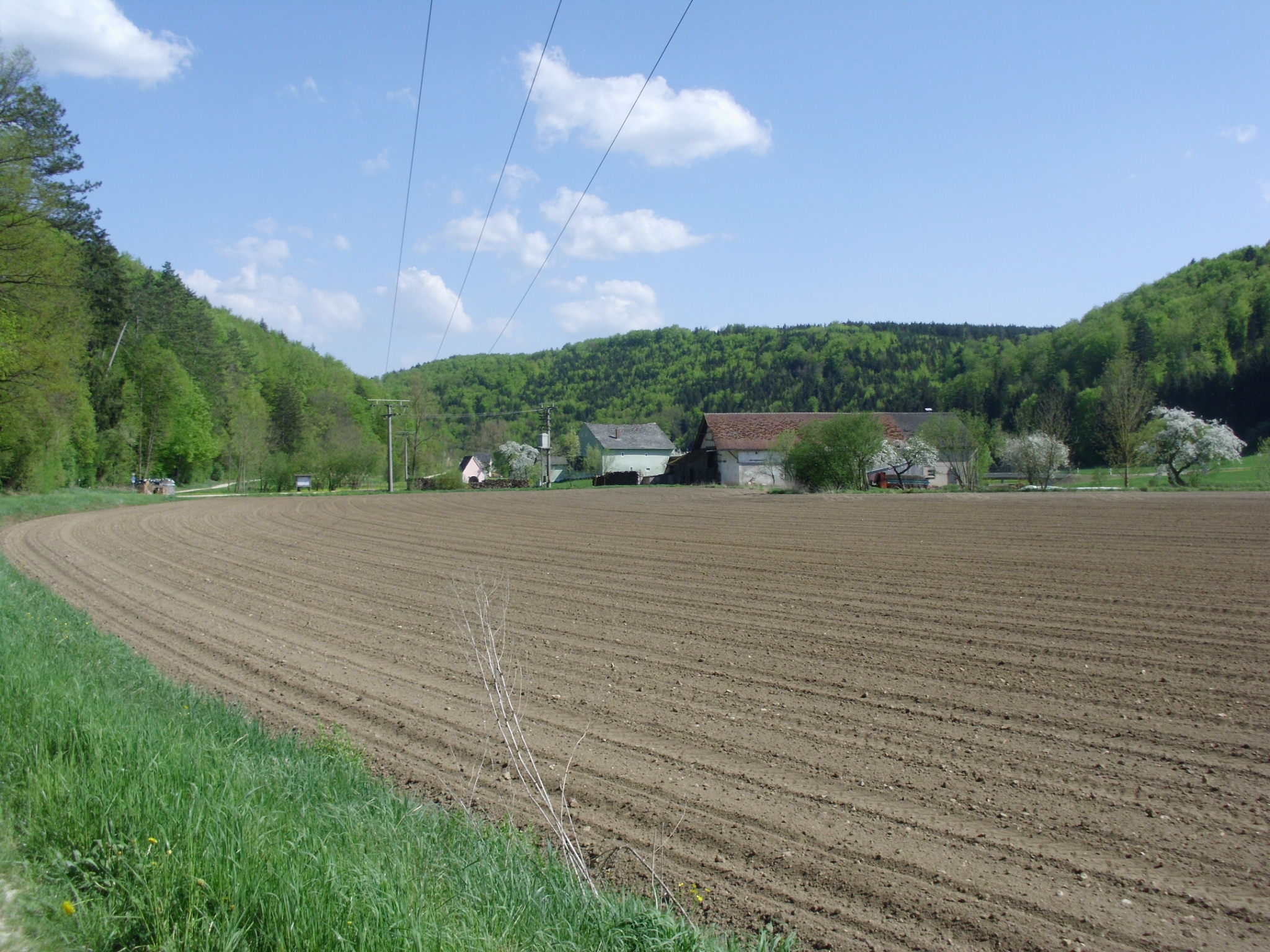
Gesamtanlage

## Lage und Beschreibung
Der Ort liegt an der im Anlautertal verlaufenden Straße von Enkering nach Erlingshofen zwischen Schlößlmühle und Schafhausermühle, etwa eineinhalb Kilometer von Enkering in südwestlicher Richtung entfernt.
Der ehemalige Edelsitz Eibwang wurde als Weiherhausanlage errichtet; noch heute sind an drei Seiten des „Festen Hauses“, wie der Sitz genannt wurde, Gräben erkennbar, die trocken sind. Vormals wurden sie vom Schlößlmühlbach unter Wasser gesetzt. Das mehrfach an- und umgebaute zweigeschossige rechteckige Burghaus von 1,2 Meter Mauerstärke steht auf einer kleinen Anhöhe, wohl dem Aushub der Gräben, hat ein geschlepptes Kalkplattendach (Legschiefer) und über dem rundbogigen Eingang ein fürstbischöfliches Doppel-Wappen mit der Jahreszahl „MDXXX“ (1530).
→ eigener Artikel Schloss Eibwang
Zu der Einöde gehört ein zweites Anwesen mit landwirtschaftlichen, zum Teil in Fachwerk aufgeführten Gebäuden und eine 1723 erbaute, 1819 erneuerte Kapelle am Weg zum bewaldeten linken Talhang.

## Geschichte

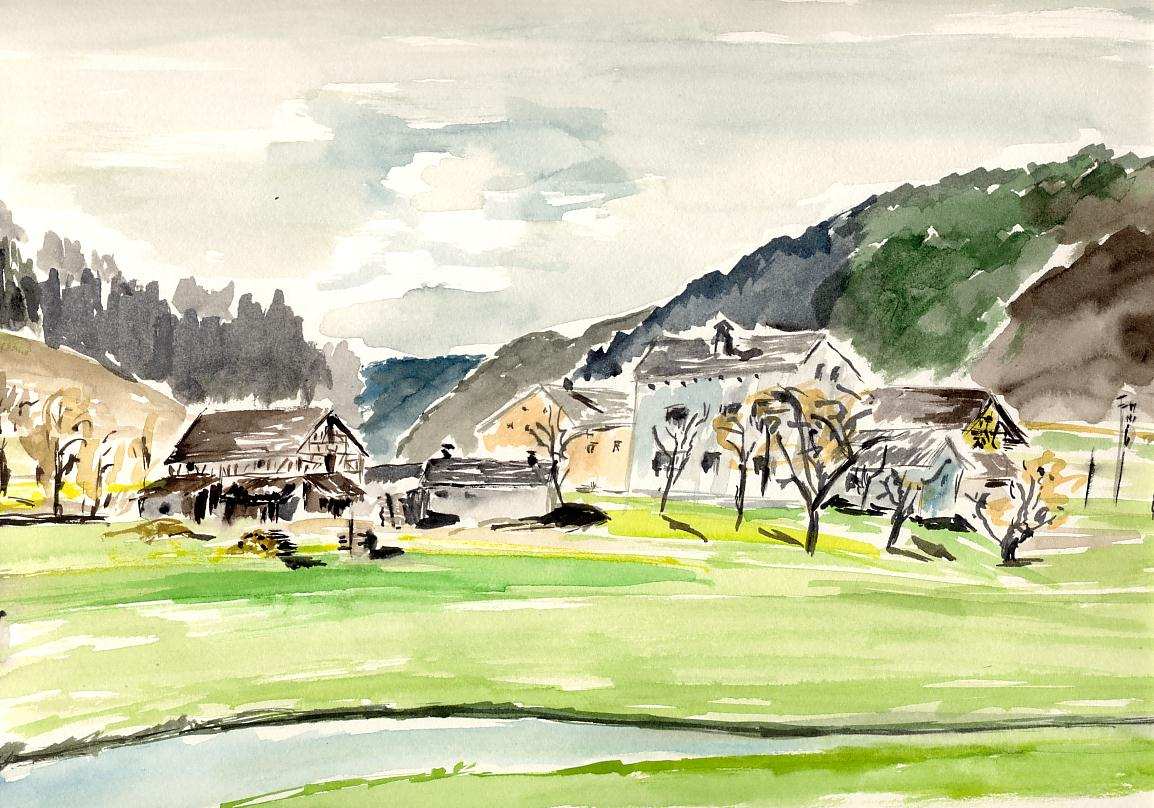
Der Weiler Eibwang im Anlautertal. Aquarell von Siegfried Schieweck-Mauk, Eichstätt (Nr. 615)

Adelige mit dem Sitz in Eibwang sind von 1158 bis 1472 nachgewiesen. Sie stammten aus dem Geschlecht der (seit 1275 genannten) Schmoll von Eysölden. 1351 sind die Eibwanger Adeligen erstmals als „Marschälle von Eibwang“ nachgewiesen; Marschallamt und die Burg „Festes Haus“ waren Heidecker Lehen. So ist 1418 von einem Stephan Marschall von Eibwang als Lehensmann der Herren von Heideck die Kunde. Zum Festen Haus gehörte die anlauteraufwärts nahegelegene Schlößlmühle. 1458 war auf der Burg Eibwang Hans Haiden Heidecker Lehensmann, der in Fehde mit seinem Lehnsherrn geriet, woraufhin sein Sitz zerstört wurde.
Den Ruinen-Weiler verkaufte 1472 Hans von Heideck an den Bischof von Eichstätt. 1504 ist immer noch von einem „prochens Schlößlein“ (von einem gebrochenen, zerstörten Schloss) die Rede. Erst 1530 ließ Bischof Gabriel von Eyb, dessen Wappen sich über der Eingangstür befindet, die Ruine als Landsitz wieder aufbauen. Ab 1554 wurde Eibwang nur noch landwirtschaftlich genutzt; der zweite Hof Eibwangs geht auf den Wirtschaftshof der Burg zurück. Der Weiler verblieb bis 1802 beim Hochstift Eichstätt und kam mit ihm 1806 an Bayern. Eibwang schloss sich der Gemeinde Erlingshofen an und wurde mit der Gebietsreform 1971 Ortsteil der Großgemeinde Kinding.
1996 waren die beiden bäuerlichen Anwesen Eibwangs mit ihren sieben Wohn- und Wirtschaftsgebäuden von insgesamt fünf Personen bewohnt.

### Anlauterbrücke
Eine steinerne Bogenbrücke über die Anlauter von 1902 wurde einige Jahre später durch Hochwasser zerstört. Zu den provisorischen Übergängen der Folgezeit zählte auch eine Betonbrücke von 1960, die 2012 durch eine neue Betonbrücke als Hofzufahrt ersetzt wurde.